# اسکار رندال ویلیامز
اسکار رندال ویلیامز (انگلیسی: Oscar Randal-Williams؛ زادهٔ ۱ ژانویهٔ ۱۹۵۰) ریاضی‌دان اهل بریتانیا و از دانش‌آموختگان دانشگاه آکسفورد است. او در دانشگاه کمبریج فعال است و در زمینه توپولوژی فعالیت می‌کند.

## حرفه
او ریاضیات را در آکسفورد تحصیل کرد و از همین دانشگاه مدرک دکترایش را دریافت کرد. در کار مشترک با سورن گالاتاتیوس، او فضاهای منیفولد را مورد مطالعه قرار داد.

## جوایز
در سال ۲۰۱۷، او  یک جایزه وایتهد از انجمن ریاضی لندن و یک جایزه فیلیپ لورهولم دریافت کرد و در سال ۲۰۱۹ جایزه دنی هینمن اهدا شد.